# Tony Parry
Anthony John "Tony" Parry (Burton upon Trent, 8 september 1945 – 22 november 2009) was een Engels voetballer.
De verdediger speelde bij Hartlepool United (1965-1972), Derby County (1972-1974) en Mansfield Town (1973-1974). Van 1976 tot 1985 ten slotte speelde hij bij Gresley Rovers. 